# Niceto Alcalá-Zamora y Castillo
Niceto Salustiano Manuel Enrique Alcalá-Zamora y Castillo (Madrid, 2 de octubre de 1906- Madrid,  20 de febrero de 1985) fue un importante jurista español del siglo xx. Dedicó casi la totalidad de su actividad investigadora y docente al estudio del derecho procesal. Fue el procesalista español que desarrolló la más intensa labor de difusión de una teoría general del derecho procesal entre América Latina y España. Obtuvo el Premio Redenti en su primera edición, en 1975, por su labor en la promoción del derecho procesal.
Era hijo del presidente de la Segunda República Niceto Alcalá-Zamora.

## Biografía
Niceto Alcalá-Zamora Castillo fue el primer hijo varón del matrimonio entre Niceto Alcalá-Zamora y Torres —primer presidente de la II República Española— y María de la Purificación Castillo de Bidaburu. En 1934 contrajo matrimonio con Ernestina Queipo de Llano, hija del general Gonzalo Queipo de Llano, militar que participaría destacadamente en la sublevación contra la República en julio de 1936 que daría origen a la guerra civil española.
Niceto Alcalá-Zamora Castillo estudió la licenciatura de derecho en la Universidad Central de Madrid y recibió educación también en lengua alemana en el Real Colegio Alemán de Madrid. Mantuvo estrecho contacto con el profesor Luis Jiménez de Asúa, el cual fue su guía en la tesis para obtener el grado de doctor por la misma universidad en 1928, con una tesis titulada El desistimiento espontáneo y el arrepentimiento activo.
En 1930 disfrutó de una beca de estudios en Alemania de la Junta para Ampliación de Estudios, especializándose en el derecho procesal y orientando su actividad hacia la preparación de oposiciones a cátedra. En 1932 obtuvo la cátedra de derecho procesal de la Universidad de Santiago de Compostela, puesto que desempeñaría después en las universidades de Murcia y Valencia.
Con la guerra civil, comenzó el destierro de toda la familia, que sufrió un penoso y largo viaje que los lleva a Francia, Argelia, Cuba y, finalmente, Argentina. Durante la travesía falleció su madre.
En Argentina, Luis Jiménez de Asúa le ofreció continuar trabajando como profesor de derecho procesal penal en el Instituto de Altos Estudios Penales y Criminología de la Universidad Nacional de La Plata. En el año 1945 recibió una invitación para ser parte del colectivo de la Escuela Nacional de Jurisprudencia de México. Fundó el doctorado de Derecho de la UNAM y el Instituto de Investigaciones Jurídicas, donde ocupó cargos directivos y de coordinación. A esta época pertenece su obra más celebrada: Proceso, autocomposición y autodefensa (contribución al estudio de los fines del proceso). En México desarrolló un gran trabajo por la difusión del estudio del derecho procesal. Llegó a ser reconocido como una de las personalidades claves en el desarrollo del derecho procesal hispanoamericano.
En 1976 regresó a Madrid, ciudad donde residió hasta su fallecimiento, ocurrido el 20 de febrero de 1985.

## Obras
Las producción doctrinal de Niceto Alcalá-Zamora Castillo es notable e incluye las siguientes obras:
- El Desistimiento Espontáneo y el Arrepentimiento Activo, Madrid, Imprenta del Colegio Nacional de Sordo-Mudos y de Ciegos, 1928.

- Un español mal comprendido: Salgado de Somoza, en la literatura alemana sobre concurso de acreedores, Madrid, Morata, Nueva Generación, 1932.

- Derecho Procesal Criminal, Madrid, 1935. Reimpreso en 1940 con supresión del nombre del autor.

- Proceso, autocomposición y autodefensa (Contribución al estudio de los fines del proceso), México, Universidad Nacional Autónoma de México, 2.ª edición, 1970, 314 pp.

- Examen Crítico del Código de Procedimientos Civiles de Chihuahua (comparado con el del Distrito y Territorios federales), Chihuahua, México, 1959.

- Estampas Procesales de la Literatura Española, Buenos Aires, Argentina, 1961.

- Índices de la Revista de la Escuela Nacional de Jurisprudencia, T I-XII No. 1-48. México, Universidad Nacional Autónoma de México, 1961.

- El Allanamiento en el Proceso Penal, Buenos Aires, Argentina, 1962.

- Síntesis del derecho procesal (civil, mercantil y penal), México, 1963.

- Panorama del Derecho Mexicano: Síntesis del Derecho Procesal, México, 1966.

- Veinticinco años de Evolución del derecho procesal 1940-1965, Publicaciones del XXV Aniversario del Instituto de Derecho Comparado de México, Universidad Nacional Autónoma de México, México, Instituto de Investigaciones Jurídicas de México, 1968.

- Cuestiones de terminología procesal, México, Universidad Nacional Autónoma de México, Instituto de Investigaciones Jurídicas, 1972.

- La Protección Procesal Internacional de los Derechos Humanos, Madrid, Cuadernos Civitas, Editorial Civitas, 1975.

- Derecho Procesal en Broma y en Serio (cursillo desenvuelto en la Escuela Libre de Derecho los días 22, 24 y 26 de noviembre de 1976), México, Escuela Libre de Derecho, Editorial Jus, 1978.

- Política y Proceso, Cuadernos Cívitas, Madrid, Editorial Civitas, 1978.

- Páginas menores de Derecho Comparado, Madrid, Editor Rico, 1984.